# Olivtrast
Olivtrast (Turdus olivaceus) är en fågel i familjen trastar inom ordningen tättingar.

## Utseende och läte
Olivtrasten är en rätt typisk trast med olivbrun ovansida och roströd undersida. De flesta liknande trastarter överlappar inte i utbredning. Karrootrasten är grå, ej roströd, på flankerna. Vidare har den gulorange öga, ej brunt, strupen är mindre streckad och längst in på övre näbbhalvan syns gult, ej mörkbrunt. Lätena är typiska för trastar, ett "chk-chk" eller tunna "tseeep".

## Utbredning och systematik
Olivtrasten förekommer i södra Afrika. Den delas in i sex underarter med följande utbredning:
- Turdus olivaceus milanjensis – förekommer i bergen i södra Malawi och Moçambique
- Turdus olivaceus swynnertoni – förekommer i bergsskogar i östra Zimbabwe och angränsande delar av Moçambique
- Turdus olivaceus culminans – förekommer i östra Sydafrika (västra KwaZulu-Natal)
- Turdus olivaceus transvaalensis - förekommer nordöstra Sydafrika och västra Swaziland
- Turdus olivaceus pondoensis - förekommer i sydöstra Sydafrika (östra KwaZulu-Natal och Östra Kapprovinsen
- Turdus olivaceus olivaceus - förekommer i sydvästra Sydafrika (Västra Kapprovinsen)

## Levnadssätt
Olivtrasten befinner sig i olika miljöer beroende på geografi. I norr ses den mestadels i bergsskogar och skogsbryn, men i söder även i trädgårdar, öppet skogslandskap, plantage och på hedar. Den håller mestadels till i undervegetationen och kan vara tillbakadragen, men på vissa ställen träder den fram och kan vara rätt lätt att komma nära.

## Status
Arten har ett stort utbredningsområde och internationella naturvårdsunionen IUCN kategoriserar arten som livskraftig. Beståndsutvecklingen är dock oklar.

## Bilder

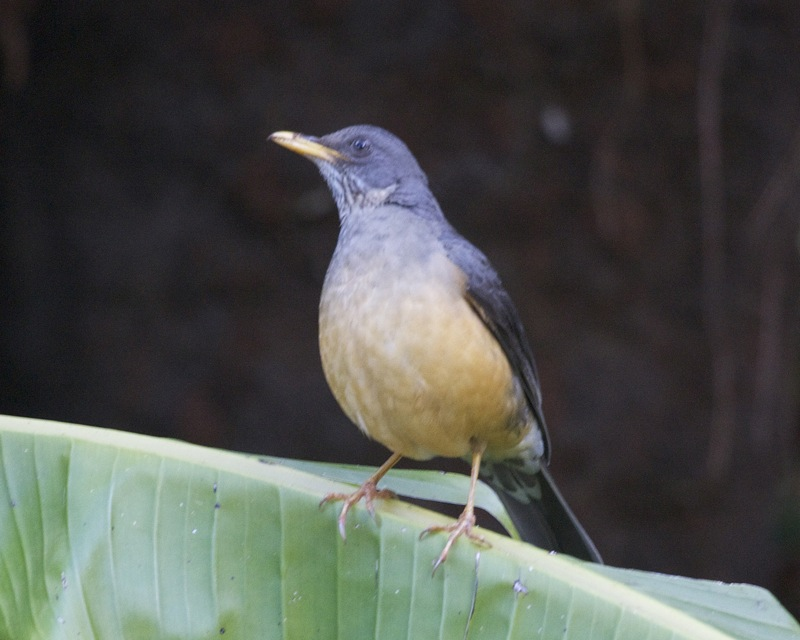
Individ i Kapstaden, Sydafrika
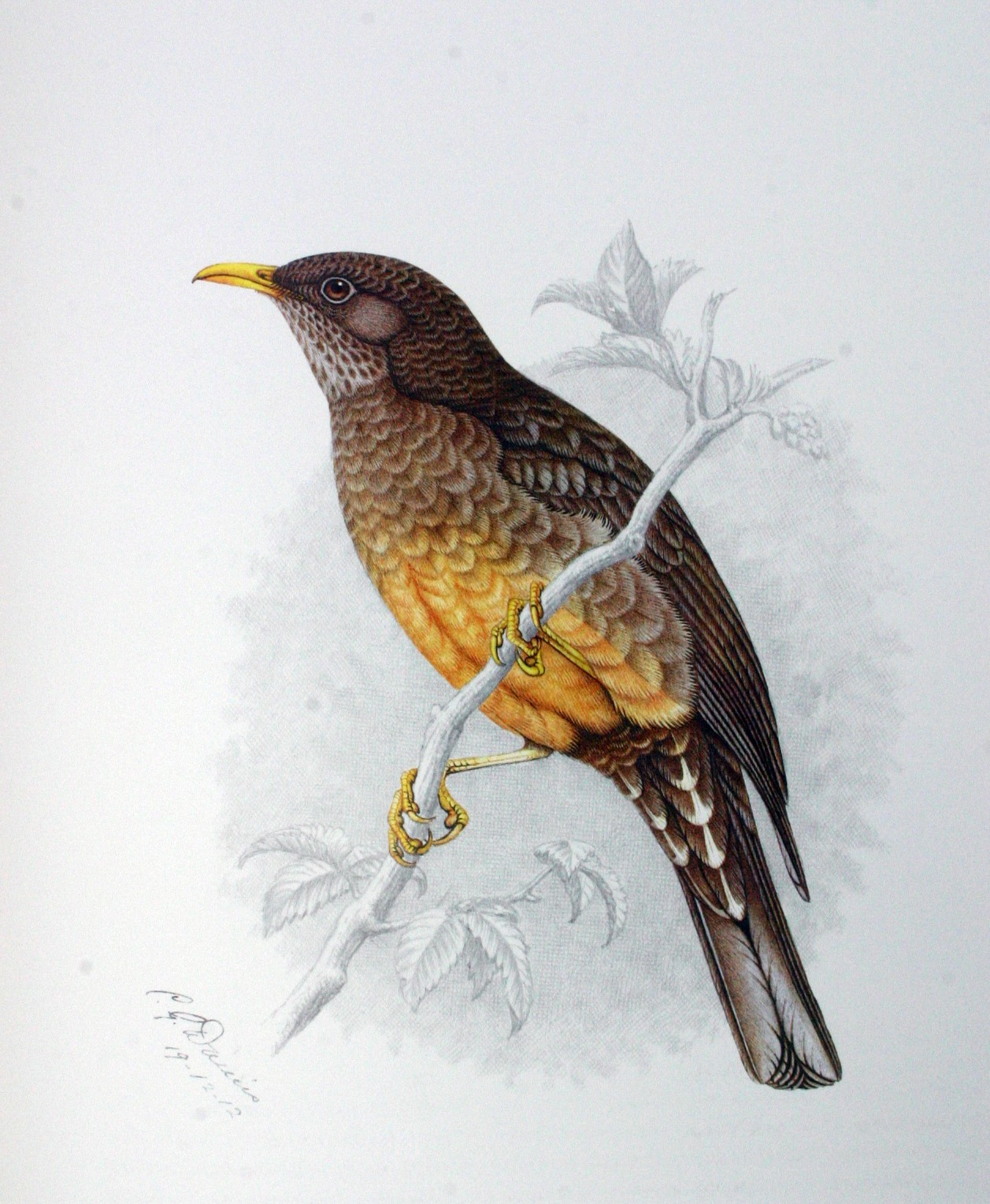
Illustration